# Gamasomorpha nitida
Gamasomorpha nitida là một loài nhện trong họ Oonopidae.
Loài này thuộc chi Gamasomorpha. Gamasomorpha nitida được Eugène Simon miêu tả năm 1893.